# Mundaka
Mundaka város Spanyolországban,  Bizkaia tartományban. Mundaka Bermeo, Busturia, Sukarrieta és Ibarrangelu községekkel határos. Lakosainak száma 1828 fő (2024).

## Népesség
A település népessége az utóbbi években az alábbiak szerint változott:
| Lakosok száma | 1843 | 1847 | 1859 | 1933 | 1940 | 1893 | 1861 | 1852 | 1866 | 1828 |
|               | 2001 | 2004 | 2007 | 2009 | 2012 | 2014 | 2017 | 2019 | 2022 | 2024 |